# Rebel·lió Maji Maji
La rebel·lió Maji Maji, coneguda també com la guerra Maji Maji va ser una revolta violenta a l'Àfrica contra el colonialisme alemany a Tanganika, l'alçament van ser seguits per diferents comunitats indígenes africanes a l'est de l'Àfrica, en aquells moments sota domini alemany, en resposta a la imposició per la força del cultiu de cotó per a l'exportació a què es van veure obligats aquells pobles africans. Va durar des del 1905 fins al 1907.

## Antecedents
Després del repartiment d'Àfrica entre els principals països europeus durant els anys 80 del segle xix, Alemanya va reforçar el seu poder en algunes colònies. Aquestes eren l'Àfrica Oriental Alemanya, ara Tanzània, Ruanda, Burundi, i part de Moçambic), Àfrica Sud-Occidental Alemanya (avui en dia Namíbia), Camerun i Togoland (avui repartit entre Ghana i Togo).
Els alemanys eren relativament dèbils a l'Àfrica Oriental Alemanya, però mantingueren un sistema de fortificacions al llarg de l'interior i podien imposar el seu control, que consistia a imposar a la població tàctiques repressives violentes.
Alemanya començà apujant els impostos l'any 1898, i forçà la població treballar obligatòriament en la construcció de carreteres i altres tasques. El 1902, el governador ordenà de cultivar cotó per a l'exportació cash crop. Cada poble tenia a la seva cura un tros de terra exclusivament per cultivar cotó. El cap de cada poble havia de supervisar la producció; això deixà els caps vulnerables a la crítica i a la ràbia de la població. A Tanzània emprar els pagesos per cultivar cotó era molt impopular. En molts llocs van negar-se a cultivar la terra o pagar.
Aquesta política alemanya no només era impopular, sinó que tingué efectes seriosos en la vida dels africans. L'estructura social començava a canviar ràpidament. Els papers socials d'homes i dones van haver de canviar per afrontar les necessitats de les comunitats. Com que els homes estaven obligats a marxar lluny del poble per treballar, les dones van haver d'assumir alguns dels papers assignats tradicionalment als homes. No només això, també el fet que els homes eren lluny va tensar els recursos dels pobles i l'habilitat de la gent per actuar sobre l'entorn i ésser autosuficients. Aquests efectes van crear molt d'odi contra el govern. El 1905, una sequera va colpejar la regió. Això, combinat amb l'oposició contra les polítiques agrícoles i laborals del govern, obrí la porta a una rebel·lió contra els alemanys al juliol.
Els insurgents intentaren usar la màgia per expulsar els colonitzadors i l'usaren com a força unificadora a la rebel·lió. Un espiritista que actuava com a bruixot o mèdium anomenat Kinjikitile Ngwale pregonà que posseïa una esperit de serp anomenat Hongo.
Ngwale s'autoanomenà Bokero i desenvolupà la creença que la gent de l'Àfrica Oriental Alemanya havia estat cridada per eliminar els alemanys. Els antropologistes alemanys van notificar que donà als seus seguidors una medicina per a la guerra que transformaria les bales alemanyes en aigua. Aquesta medicina per a la guerra era, de fet, aigua (maji en Swahili) barrejada amb oli de castor i llavors de mill. Amb aquests poders que els atorgava el nou líquid, els seguidors de Bokero començaren la que seria coneguda com la rebel·lió Maji Maji.

## L'alçament
Els seguidors del moviment de Bokero estaven pobrament armats amb pistoles de fogueig, llances, fletxes sovint enverinades.
Tanmateix eren nombrosos i creien que no podien ser ferits perquè les bales dels alemanys havien de transformar-se en aigua. Van emprendre la marxa des dels seus pobles portant corones fetes amb tiges de mill. Al principi atacaren petits destacaments i van malmetre plantacions de cotó. El 31 de juliol del 1905 els homes de les tribus de Matumbi marxaren cap a Samanga i destruïren les plantacions i els magatzems.
Kinjikitile va ser arrestat i penjat per traïció. Abans de la seva execució declarà que havia escampat la medicina de la rebel·lió per tota la regió. El 14 d'agost del 1906 els homes de la tribu Ngindo atacaren una festa d'uns missioners que feien un safari, tots cinc, inclòs el bisbe de l'Església Catòlica, bisbe de Dar es Salaam) van ser llancejats fins a la mort.
Durant l'agost els rebels es mogueren des dels turos Matumbi fins al sud-est del que ara es Tanzània i atacaren les guarnicions de la colònia. L'atac a Ifakara, el 16 d'agost, destruí una petita guarnició alemanya i obrí el camí cap a la fortificació principal a Mahenge.

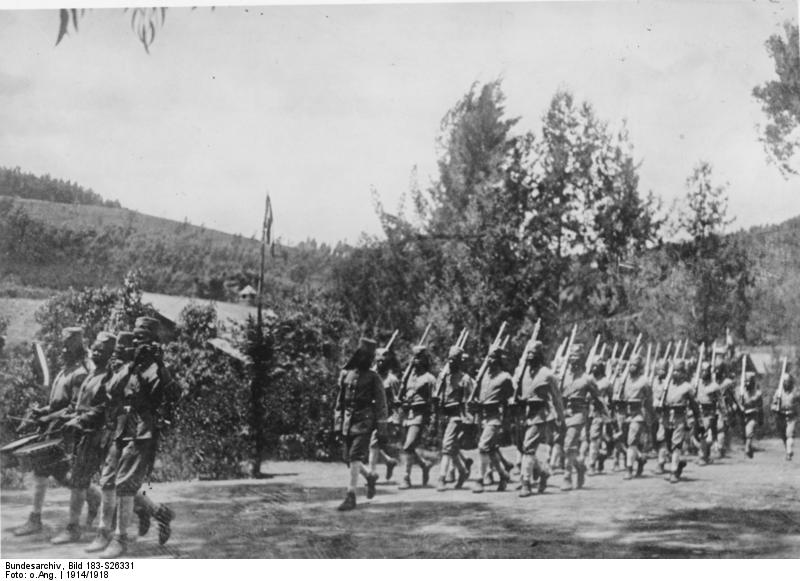
Tropes colonials alemanyes a l'Àfrica Oriental.

Mentre que les guarnicions del sud-est eren petites, hi havia només 458 europeus i 588 soldats nadius, les fortificacions i les armes eren modernes i els donaren avantatge. A Mahenge uns quants milers de combatents Maji Maji (liderats per un altre mèdium, en aquest cas no era Bokero) marxaren cap a la fortificació alemanya que estava defensada pel lloctinent van Hassel amb 60 soldats africans, un quants centenars de nadius lleialistes i dos metralladores. Les dues tribus atacants no es posaren d'acord de quan atacar i no van ser capaces de coordinar-se. El primer atac es va dur a uns 1000 metres de distància, els homes de les tribus van poder sostenir la seva posició un quart d'hora i es retiraren. Després del primer atac, la segona columna de 1200 homes avançaren cap a l'est. Alguns d'aquests atacants pogueren fer només 3 passes davant la línia de foc abans de morir.
Quan la revolta era al seu cim, el poble Ngoni va decidir incorporar-se a la revolta amb una força de 5000 homes. Els musulmans Gwangara Ngoni feia poc que havien arribat a la regió, eren descendents del que restà de la confederació Ndwandwe derrotada pels zulus a 1818. D'altres estats Ngoni es varen formar a Malawi, Zàmbia i al nord de Tanzània. Les tropes alemanyes, armades amb metralladores, partiren de Mahenge cap al camp Ngoni el qual atacaren el 21 d'octubre. Els soldats Ngoni es rendiren, llençaren les ampolles de la medicina per a la guerra i cridaren: "La maji és una mentida!" Des que s'inicià la rebel·lió el comte Gustav Adolf von Götzen, governador de l'Àfrica Oriental van demanar reforços al govern alemany. ElKaiser Wilhelm rápidament ordenà dos creuers amb els seus suports marítims d'anar a la colònia. També s'enviaren reforços de Nova Guinea. A l'octubre arribaren 1000 tropes regulars d'Alemània, Götzen va decidir d'emprendre l'ofensiva i restaurar l'ordre al sud.

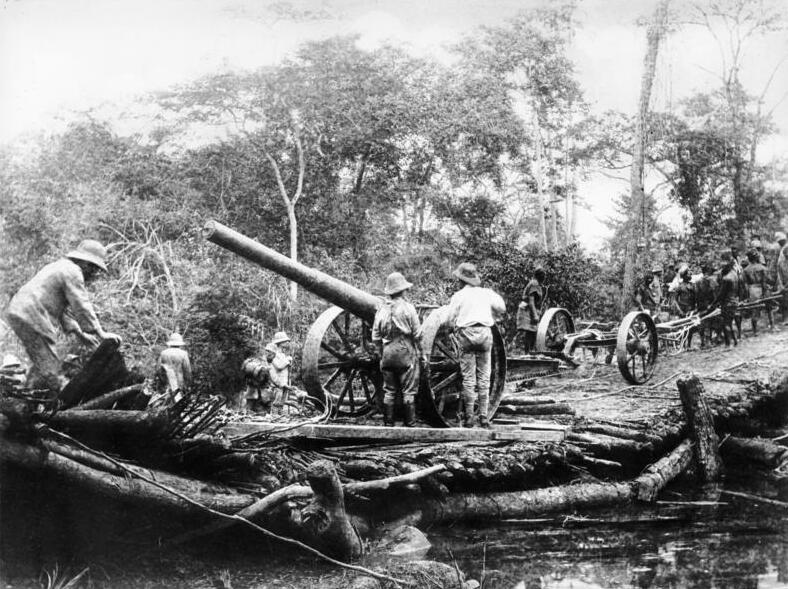
Artilleria alemanya a l'Àfrica Oriental.

Tres columnes es desplaçaren cap al Sud rebel. Destruïren els pobles, les collites i altres fonts d'aliments que usaven els rebels. Van avortar tots els atacs dels rebels. Una emboscada a una columna alemanya que creuava el riu Rufuji pel Bena resultà reeixida pels nadius i els engrescà a seguir la lluita. Però no durà gaire. A l'abril del 1906, el sud-oest havia estat pacificada. Tanmateix la lluita arreu va ser cruel. Una columna sota el comandament de Gustav von Blumenthal (1879-1913, enterrat a Lindi) formada per 46 Askaris i algun europeu va ésser sotmesa a continus atacs en la seva marxa al maig des de Songea fins a Mahenge. Els alemanys decidiren concentrar-se a Kitanda, on el major Johannes, Lt. von Blumenthal and Lt. von Lindeiner s'hi arreplegaren. Lt. von Blumenthal va ser enviat a una missió recorrent el riu Luwegu, en part fent el trajecte en barca. La campanya del sud-est va degenerar en una horrible guerra de guerrilles i dugué una devastadora fam a la regió.
La fam que va seguir la rebel·lió Maji Maji va ésser en part planificada. Von Götzen desitjava perdonar les tropes regulars si lliuraven les armes, els seus líders i els metges. També calia eliminar les tropes rebels restants i l'arma triada va ser la fam. El 1905 un dels líders de les tropes alemanys a la colònia, el capità Wangenheim escrigué a Götzen: "Només la gana acabarà sotmetent la rebel·lió. Les accions militars per elles soles no seran sinó una gota a l'oceà".
No va ser fins a l'agost del 1907 que la rebel·lió es va sufocar. Va deixar 15 europeus i 389 askaris, soldats africans i 300.000 nadius víctimes de la guerra.
L'aixafament de la revolta va fer que els nadius no es tornessin a avalotar, també el canvi de governadors va ajudar a apaivagar els ànims perquè van governar amb més cura fins que esclatà la Primera Guerra Mundial.

## Conseqüències
La rebel·lió Maji Maji va ser el repte més important a què va haver d'enfrontar-se el colonialisme alemany a l'Àfrica. La repressió va canviar la història de l'Àfrica Oriental Tanzània. Desenes, potser centenars de milers, de persones moriren o es desplaçaren de les seves cases. En el punt àlgid de la guerra el govern imperial va instituir unes reformes que, fins a l'esclat de la Primera Guerra Mundial, feren de Tanganika la colònia més ben administrada d'Àfrica. Els nacionalistes tanzans usaren la revolta com a exemple de manifestació nacionalista a Tanzània, una experiència que unificà tots els pobles de Tanzània sota un sol lideratge per aconseguir l'alliberament nacional.
La història ha reinterpretat aquest punt de vista, no es pot considerar la rebel·lió com un moviment unificat sinó com un seguit de revoltes motivades per diferents raons, fins i tot religioses. Als caps musulmans del poble Ngoni se'ls oferia el baptisme abans d'ésser executats. Molta gent considerà la rebel·lió com una porció d'una llarga sèrie de guerres que arrasaven la regió molt abans de l'arribada dels alemanys. Algunes tribus s'aliaren amb els alemanys per combatre d'altres grups. Avui la zona on es va manifestar la rebel·lió Maji Maji és una de les més grans reserves de vida salvatge a l'Àfrica. Kinjikitile "Bokero" Ngwale és considerat un heroi pel poble de Tanzània.